# Seligmannita
La seligmannita és un mineral de la classe dels sulfurs que pertany al grup de la bournonita. El seu nom fa honor a Gustav Seligmann (1849-1920), un col·lecionista de minerals de Coblença, Alemanya. Fou descoberta per primer cop a la pedrera Lengenbach, a la vall de Binn, al cantó de Valais al sud-oest de Suïssa.

## Característiques
La seligmannita és un mineral de plom, coure, arsènic i sofre, químicament és un sulfur triple, de fórmula PbCuAsS₃ i nom químic trisulfur d'arseni, coure i plom, de color gris fosc, duresa 2,5-3 i una densitat de 5,38-5,41 g/cm³, que cristal·litza en el sistema ortoròmbic.
Segons la classificació de Nickel-Strunz, la seligmannita pertany a «02.GA: nesosulfarsenats, nesosulfantimonats i nesosulfbismutits sense S addicional» juntament amb els següents minerals: proustita, pirargirita, pirostilpnita, xantoconita, samsonita, skinnerita, wittichenita, lapieita, mückeita, malyshevita, lisiguangita, aktashita, gruzdevita, nowackiita, laffittita, routhierita, stalderita, erniggliita, bournonita i součekita.